# Okres Sokolov
Der Okres Sokolov (Bezirk Falkenau) ist ein Bezirk im Karlovarský kraj in Tschechien. Er liegt am Südhang des Erzgebirges und ist ein Zentrum des Braunkohlenbergbaus.
Die Okresy sind größenmäßig etwa vergleichbar mit den Landkreisen in Deutschland und wurden zum 31. Dezember 2002 als Gebietskörperschaften aufgelöst.
Im Okres Sokolov leben ca. 93.400 Menschen in 38 Gemeinden (Obec) mit 103 Ortsteilen (část obcí), er hat eine Fläche von 754 km².

## Wirtschaft

### Bergbau und Industrie
Das Gebiet hob sich schon immer durch ein reiches Vorkommen von Naturschätzen hervor. Schon im Mittelalter baute man in den Bergen Erze ab, heute ist es vor allem Braunkohle bei Sokolov. Stark vertreten ist die Herstellung von Brennstoffen, Maschinenbau, Chemische Industrie, Textil-, Glas- und Keramikproduktion.
Der Braunkohlentagebau erreichte etwa in der Mitte der 1980er-Jahre seinen Höhepunkt. Die Vorkommen sind größtenteils erschöpft, und die Förderung geht seitdem stetig zurück.
Abbau und auch die Rekultivierung der Flächen liegt in den Händen der Bergbaugesellschaft "Sokolovská uhelná" mit Sitz in Sokolov.

#### Negative Folgen der Industrialisierung
Die starke Industrialisierung, führte auch zur hohen Belastung der Umwelt und der Natur. In den 80er-Jahren waren bei anhaltender Inversionslage in den Wintermonaten Geruchsbelästigungen bis nach Oberfranken bemerkbar (dort als Katzendrecksgestank bezeichnet).
Durch den Rückgang der Kohleförderung und Verbesserung der Filtereinrichtungen der technischen Anlagen hat sich aber die Lage inzwischen erheblich gebessert.

#### Rekultivierungsmaßnahmen
Bereits ab Ende der 50er-Jahre wurden freiwerdende Flächen rekultiviert. Insgesamt sind es fast 3000 ha, 1100 wurden für landwirtschaftliche Verwendung freigegeben, 1700 ha wurden aufgeforstet. Die Rekultivierung von weiteren 1800 ha ist in Planung.
Es werden und wurden auch Wasserflächen angelegt. In unmittelbarer Nachbarschaft von Sokolov entstand ein 18-Loch-Golfplatz.

### Beschäftigungszahlen
Im Bezirk sind 15 Tausend Unternehmen gemeldet, die Arbeitslosigkeit beträgt etwa 11 %. Durch die ungünstige wirtschaftliche Entwicklung ist auch die Investitionsquote seit Jahren rückläufig und beträgt etwa 1,2 Milliarden Kronen.

### Landwirtschaft, Naturparks und Tourismus
Kaum eine Rolle in dieser klimatisch rauen Gebirgsregion mit Wäldern, die etwa die Hälfte der Fläche einnehmen, spielt die Landwirtschaft.
Im Süden des Bezirks befindet sich der Naturpark Slavkovský les (ehemaliges Militärgebiet) und im Norden das Erzgebirge sowie 15 geschützte Gebiete und zwei weitere nationale Naturschutzgebiete.
Fremdenverkehr spielt im Bezirk ebenfalls eine nur untergeordnete Rolle. Naherholungsgebiete findet man in den Gebieten von Kraslice, Bublava und Stříbrná (Wintersportgebiete).
Bei Touristen beliebt ist das malerisch gelegene Städtchen Loket (Elbogen) und in zunehmendem Maße auch die Gemeinde Chlum Svaté Maří (Maria Kulm), deren Wallfahrtskirche auch von deutschen Pilgern wiederentdeckt wird.

## Städte und Gemeinden
(Städte sind fett markiert)
1. Březová (Brösau)
2. Bublava (Schwaderbach)
3. Bukovany (Buckwa)
4. Citice (Zieditz)
5. Dasnice (Daßnitz)
6. Dolní Nivy (Unterneugrün)
7. Dolní Rychnov (Unterreichenau)
8. Habartov (Habersbirk)
9. Horní Slavkov (Schlaggenwald)
10. Chlum Svaté Maří (Maria Kulm)
11. Chodov (Chodau)
12. Jindřichovice (Heinrichsgrün)
13. Josefov (Josefsdorf)
14. Kaceřov (Katzengrün)
15. Krajková (Gossengrün)
16. Královské Poříčí (Königswerth)
17. Kraslice (Graslitz)
18. Krásno (Schönfeld (Kaiserwald))

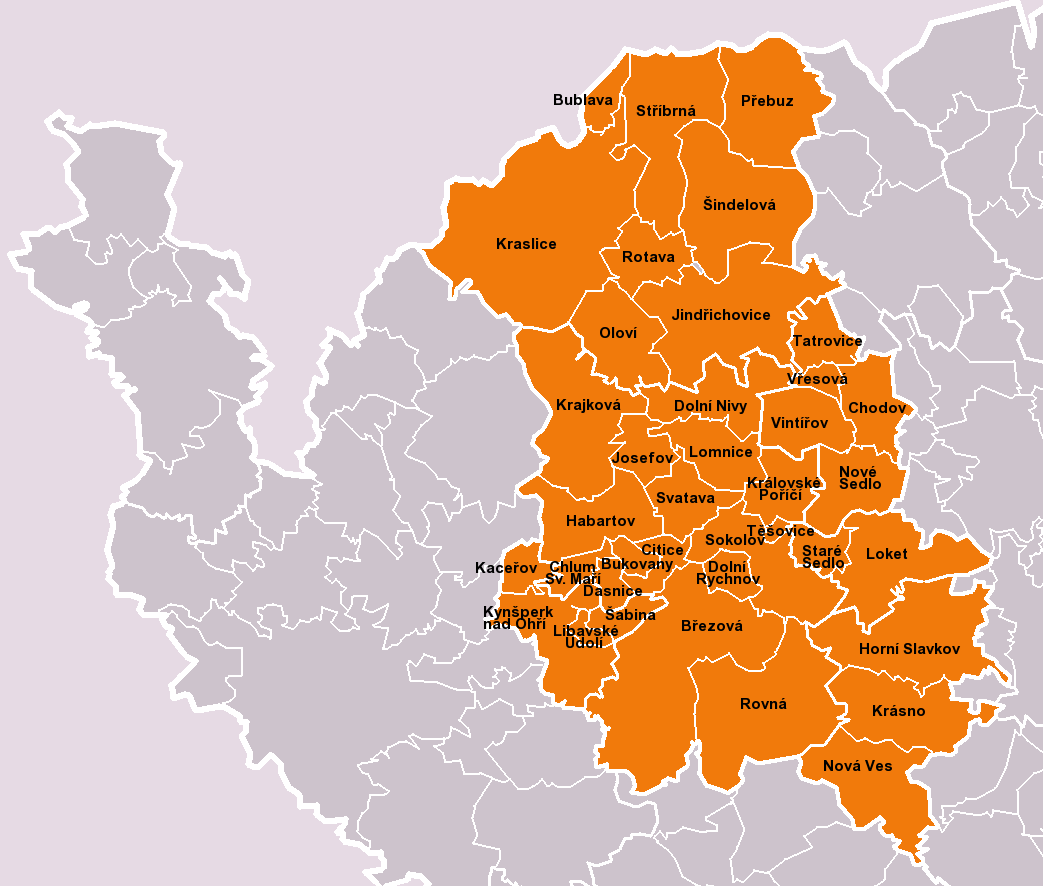
Städte und Gemeinden des Bezirks

19. Kynšperk nad Ohří (Königsberg a. d. Eger)
20. Libavské Údolí (Liebauthal)
21. Loket (Elbogen)
22. Lomnice (Lanz)
23. Nová Ves (Neudorf b. Tepl)
24. Nové Sedlo (Neusattl)
25. Oloví (Bleistadt)
26. Přebuz (Frühbuß)
27. Rotava (Rothau)
28. Rovná (Ebmeth)
29. Sokolov (Falkenau a.d. Eger)
30. Staré Sedlo (Altsattl)
31. Stříbrná (Silberbach)
32. Svatava (Zwodau)
33. Šabina (Schaben)
34. Šindelová (Schindlwald)
35. Tatrovice (Dotterwies)
36. Těšovice (Teschwitz)
37. Vintířov (Wintersgrün)
38. Vřesová (Doglasgrün)

### Aufgelassene Dörfer bzw. Orte
Vor allem durch den Braunkohletagebau im Nordböhmischen Becken verschwanden eine Reihe von Orten.
Es sind diese:
Alberov (Albernhof), Bukovany (Buckwa), Čistá (Lauterbach Dorf), Dolní Rozmyšl (Deutschbundesort), Dvory (Maierhöfen), Horní Rychnov (Ober Reichenau), Jehličná (Grasseth), Kytlice (Kitlitzdorf), Lesík (Waldl), Lipnice (Littmitz), Lísková (Haselbach), Lvov (Löwenhof), Nové Sedlo (Neusattl), Podhoří (Hunschgrün), Smolnice (Pechgrün), Stará Chodovská (Stelzengrün), Tisová (Theißau), Týn (Thein), V úžlabí (Kahr), Vítkov (Wudingrün), Vřesová (Doglasgrün)